# Овсянников, Николай Александрович
Овсянников Николай Александрович (род. 7 апреля 1902, ум. январь 1989) — советский легкоатлет, победитель первых пяти всеармейских спартакиад, рекордсмен СССР. Заслуженный мастер спорта СССР (1939). Н. А. Овсянников пробовал себя в различных дисциплинах лёгкой атлетики. 

## Биография
Николай Овсянников родился в Коканде Ферганской области. Русский.
Поступил на службу в РККА 01.09.1919 г.. Член ВКП(б)/КПСС. Предположительно[уточнить], ученик Л. Л. Бархаша. Выпускник Туркестанской школы военных инструкторов имени В. И. Ленина (сокращённо — ТШВИ. В середине 1920-х гг. руководил секцией легкой атлетики в 4-й Ташкентской объединенной имени В. И. Ленина командной школе (с 1923 года стала ТШВИ, в 1927 году новое название — Объединенная Среднеазиатская военная школа имени В. И. Ленина / ОСАВШ). Выступал за ЦДКА.

В 1939 году Овсянникову было присвоено звание Заслуженного мастера спорта.
Во время Великой Отечественной войны Овсянников занимал должность в Управлении лыжной, горной и военно-физической подготовкой Главупрформа Красной Армии, затем проходил службу в Управлении инспектирования и боевой подготовки запасных и учебных стрелковых частей Главного управления формирования Красной Армии. Неоднократно награждён орденами и медалями, среди которых Орден Отечественной войны II степени и Орден Красного Знамени (дважды).
Уволен с воинской службы 22 июля 1954 г. С августа 1954 г. стоял на воинском учете в Фрунзенском РВК г. Москвы.
Скончался в 1989 году, предположительно[уточнить] в Москве.

## Рекорды СССР
- Прыжки высоту с разбега — 1 м 74,5 см. (1925 год)[3]
- Бег на 110 с барьерами — 17,3 сек (1925 год)[3]

## История выступлений на соревнованиях
- Первое всесоюзное первенство РККА (1921 г.) — десятиборье (1-е место), барьерный бег 110 м (1-е место)[2];
- Всесоюзное первенство РККА (1925 г.) — прыжки в высоту с разбега (1-е место с рекордом СССР) и 110 м с/б (1-е место с рекордом СССР)[3];
- Всесоюзное первенство РККА (1927 г.) — прыжки в высоту с разбега (1-е место с рекордом СССР) и 110 м с/б (1-е место с рекордом СССР)[3] ;
- Всесоюзное первенство РККА (1928 г.) — прыжки в высоту с места (1-е место), 110 м с/б (1-е место) и тройной прыжок с разбега (1-е место)[3] ;
- Первая Всесоюзная Спартакиада (1928 г.) — 110 м с/б (1-е место с рекордом СССР)[2];
- Вторая всеузбекская спартакиада (1928 г.) — тройной прыжок с разбега (1-е место) и прыжок в высоту с разбега (1-е место)[3].